# Cốc San
Cốc San là một xã thuộc thành phố Lào Cai, tỉnh Lào Cai, Việt Nam.

## Địa lý
Xã Cốc San nằm ở phía tây thành phố Lào Cai, có vị trí địa lý:
- Phía đông giáp phường Bắc Cường
- Phía tây giáp huyện Bát Xát
- Phía nam giáp huyện Bát Xát và xã Tả Phời
- Phía bắc giáp xã Đồng Tuyển.

Xã Cốc San có diện tích 19,06 km², dân số năm 2019 là 4.390 người, mật độ dân số đạt 230 người/km².

## Hành chính
Xã Cốc San được chia thành 9 thôn: Tòng Xành, Tòng Xành 1, Tòng Chú, Tòng Chú 3, Luổng Đơ, Ún Tà, Luổng Láo 1, Luổng Láo 2, An San.

## Lịch sử
Trước đây, xã Cốc San thuộc huyện Bát Xát, tỉnh Lào Cai.
Ngày 11 tháng 2 năm 2020, Ủy ban Thường vụ Quốc hội ban hành Nghị quyết số 896/NQ-UBTVQH14 về việc sắp xếp các đơn vị hành chính cấp huyện, cấp xã thuộc tỉnh Lào Cai (nghị quyết có hiệu lực từ ngày 1 tháng 3 năm 2020). Theo đó, sáp nhập toàn bộ 19,06 km² diện tích tự nhiên và 4.390 người của xã Cốc San vào thành phố Lào Cai.

## Du lịch
- Động và thác Cốc San[4]